# Kraftwerksgruppe Gerlos

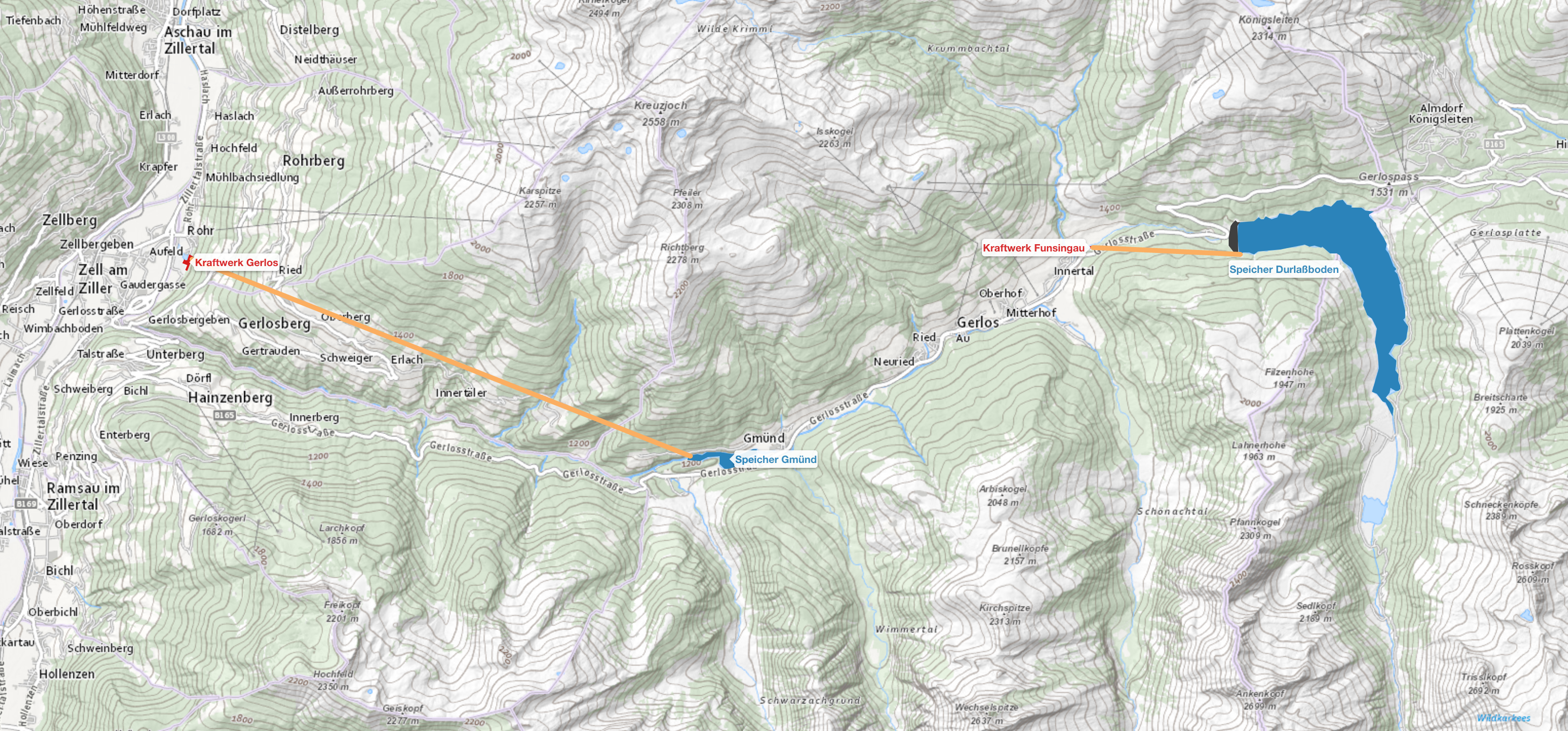
Lageplan: #404040 Talsperren; #D7191C Kraftwerke; #FDAE61 Triebwasserwege

Die Kraftwerksgruppe Gerlos wird von der Zillertaler Verbund AG (ehemalige Tauernkraftwerke AG) betrieben und besteht aus dem Speicherkraftwerk Funsingau und Speicher Durlaßboden sowie Speicherkraftwerk Gerlosbach und Speicher Gmünd.

## Kraftwerk Funsingau und Speicher Durlaßboden
Die schon während des Zweiten Weltkriegs geplante Oberstufe zum Kraftwerk Gerlos mit dem Speicher Durlaßboden wurde von 1963 bis 1967 realisiert. Die Sperre des Speichers Durlaßboden besteht aus einem Erddamm mit zentralem Dichtungskern. Wasser aus dem Quellgebiet der Salzach wird in den Speicher geleitet. Inzwischen wurde das Kraftwerk ausgebaut und hat eine Spitzenleistung von 200 MW.
Die Triebwasserführung verläuft auf der linken Seite des Gerlostales, ist insgesamt 2,7 km lang und besteht aus einem Druckstollen (2,9 m Durchmesser) gefolgt von einer 175 m langen Druckrohrleitung (2,4 m Durchmesser) zum Kraftwerk. Das Maschinenhaus des Kraftwerks Funsingau wurde am linken Ufer des Gerlosbaches, ca. 2 km taleinwärts von Gerlos, errichtet. Der senkrecht eingebaute Maschinensatz besteht aus einer Francis-Turbine und einem Drehstrom-Synchrongenerator mit einer Leistung von 25 MW.
Das genutzte Wasser fließt danach weiter im Gerlosbach zum Stausee Gmünd.

### Sperre Durlaßboden
Das Stauziel des Speichersees liegt bei 1405 m, es können bis zu 50,7 Mio. m³ Wasser gespeichert werden. Das Sperrwerk wurde als Schüttdamm mit zentralem Dichtungskern mit einer Höhe von 83 m und einer Länge von 450 m errichtet. Zur Abdichtung des Untergrundes wurde ein Injektionsschirm eingebaut, der bis zu 60 m in die Tiefe reicht.

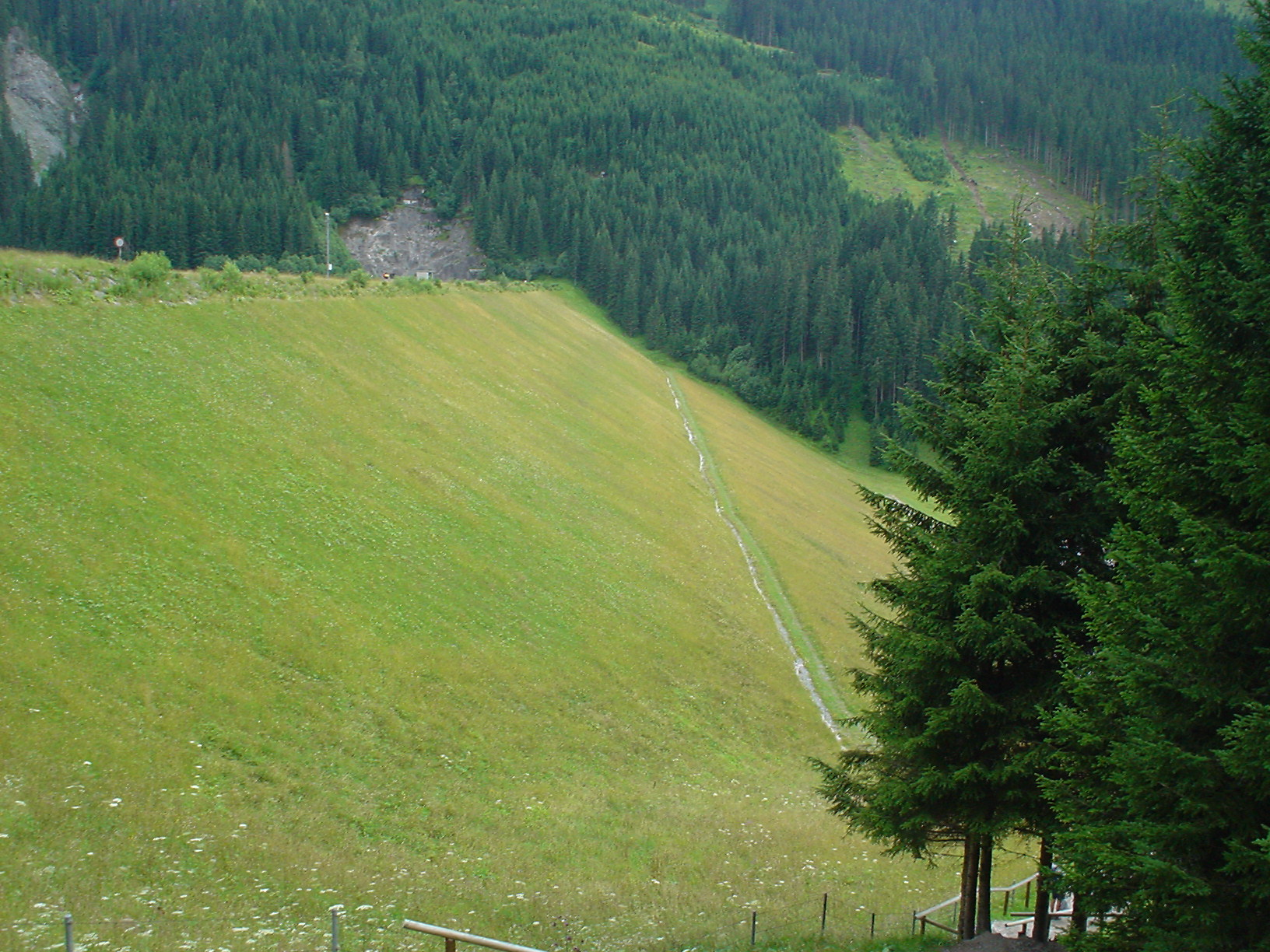
Luftseite Staudamm Durlaßboden
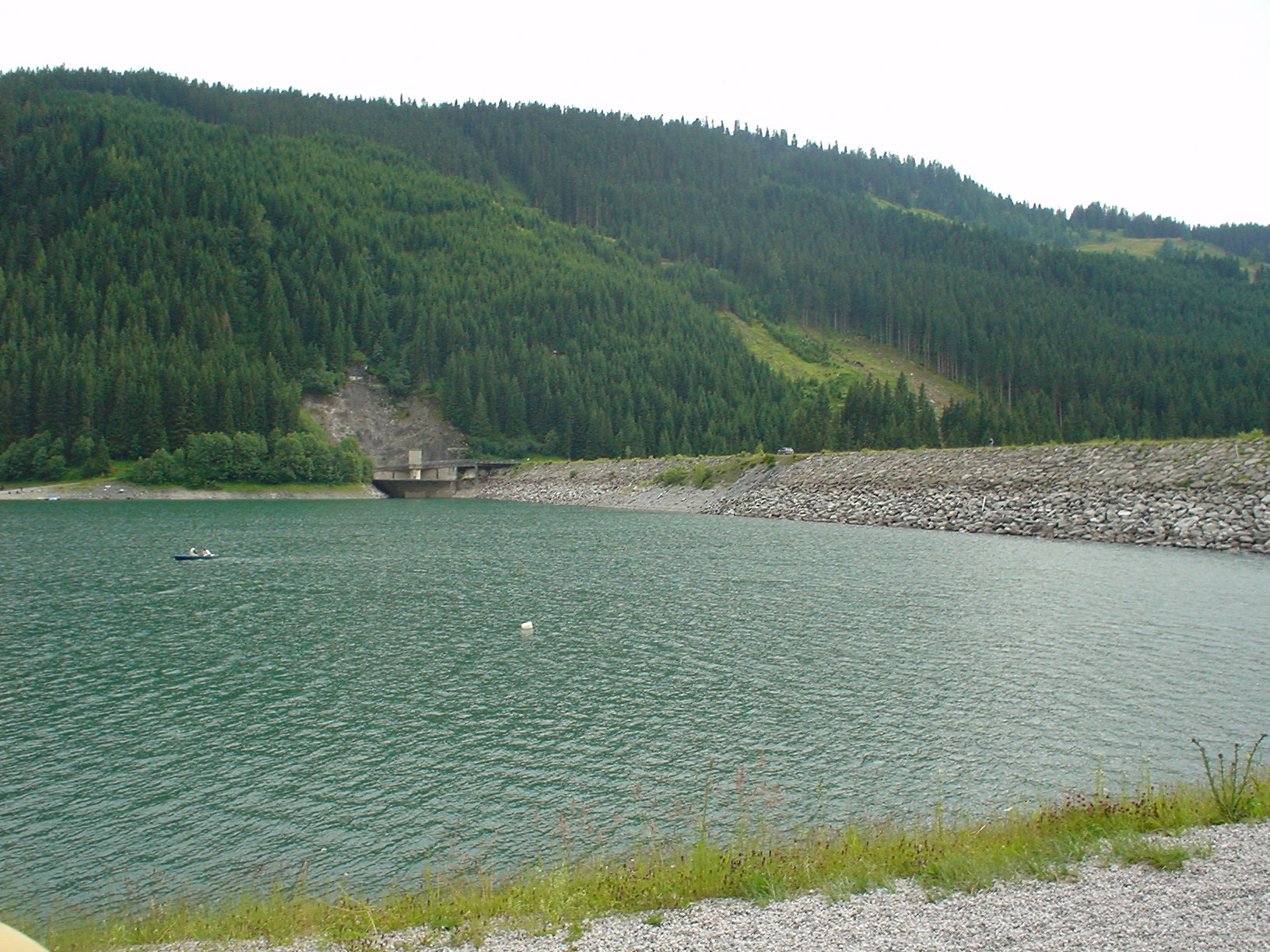
Wasserseite Staudamm Durlaßboden
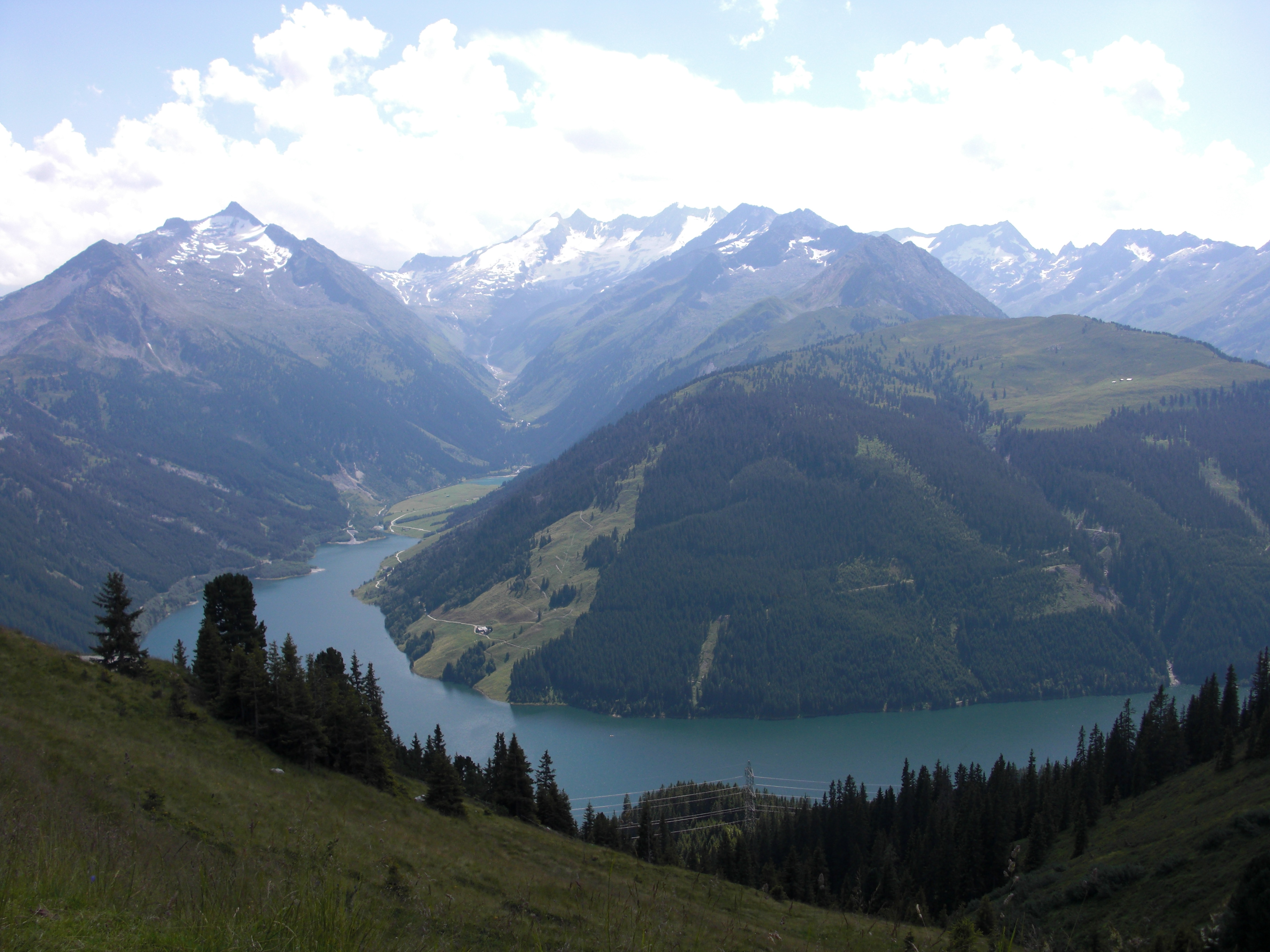
Stausee Durlaßboden vor Bergkulisse
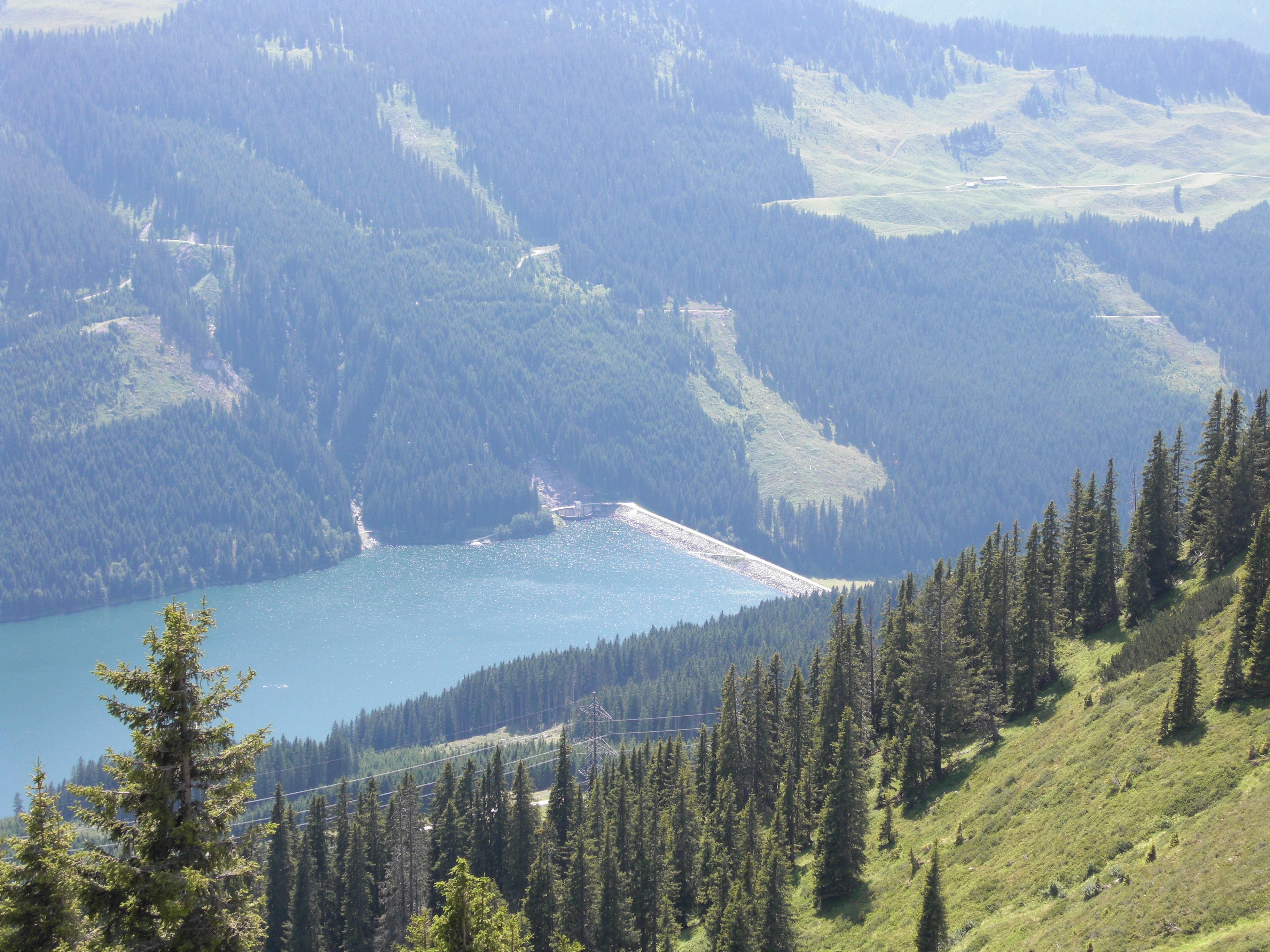
Staumauer von oben
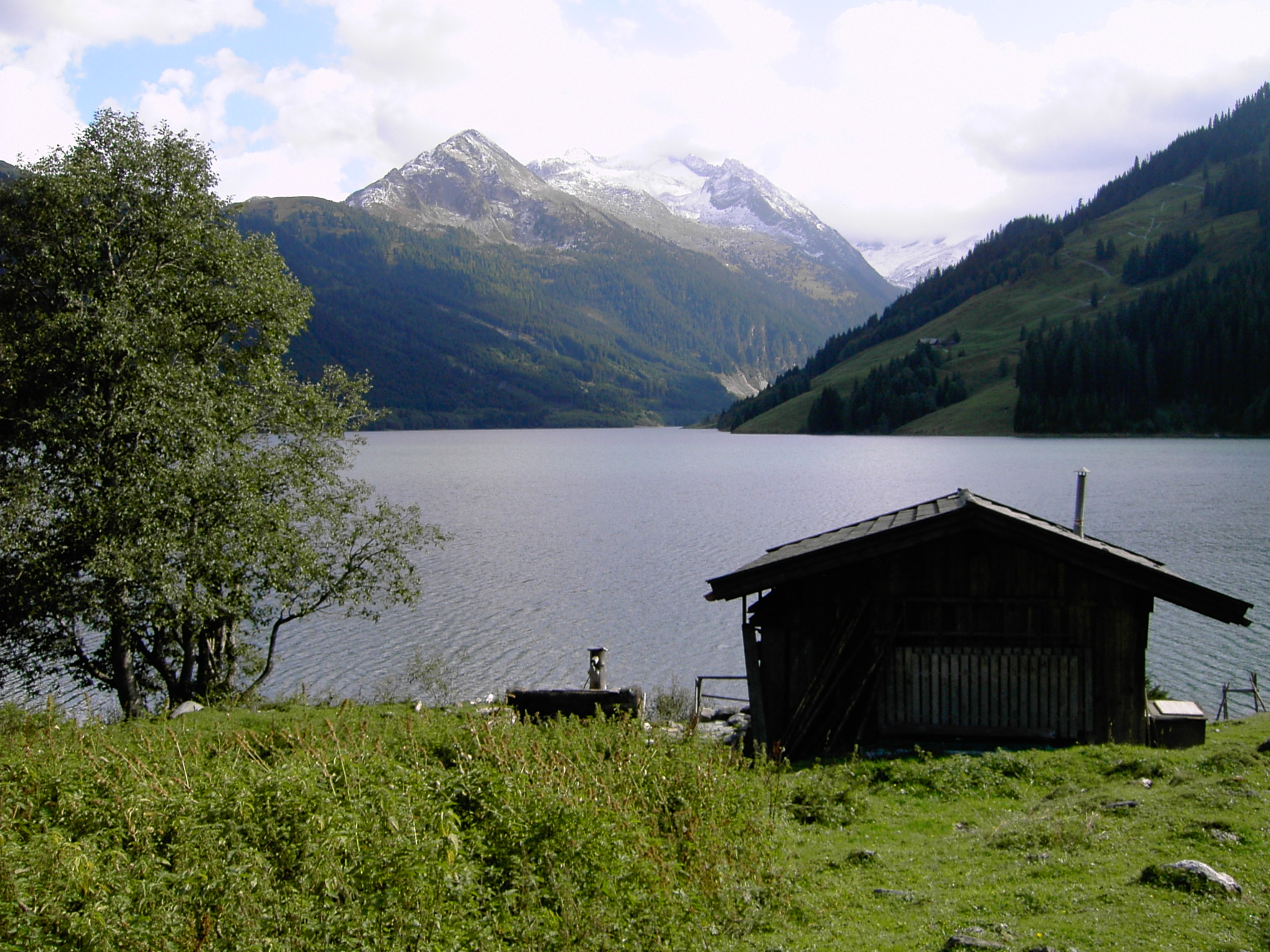
Blick auf den Stausee Richtung Süden
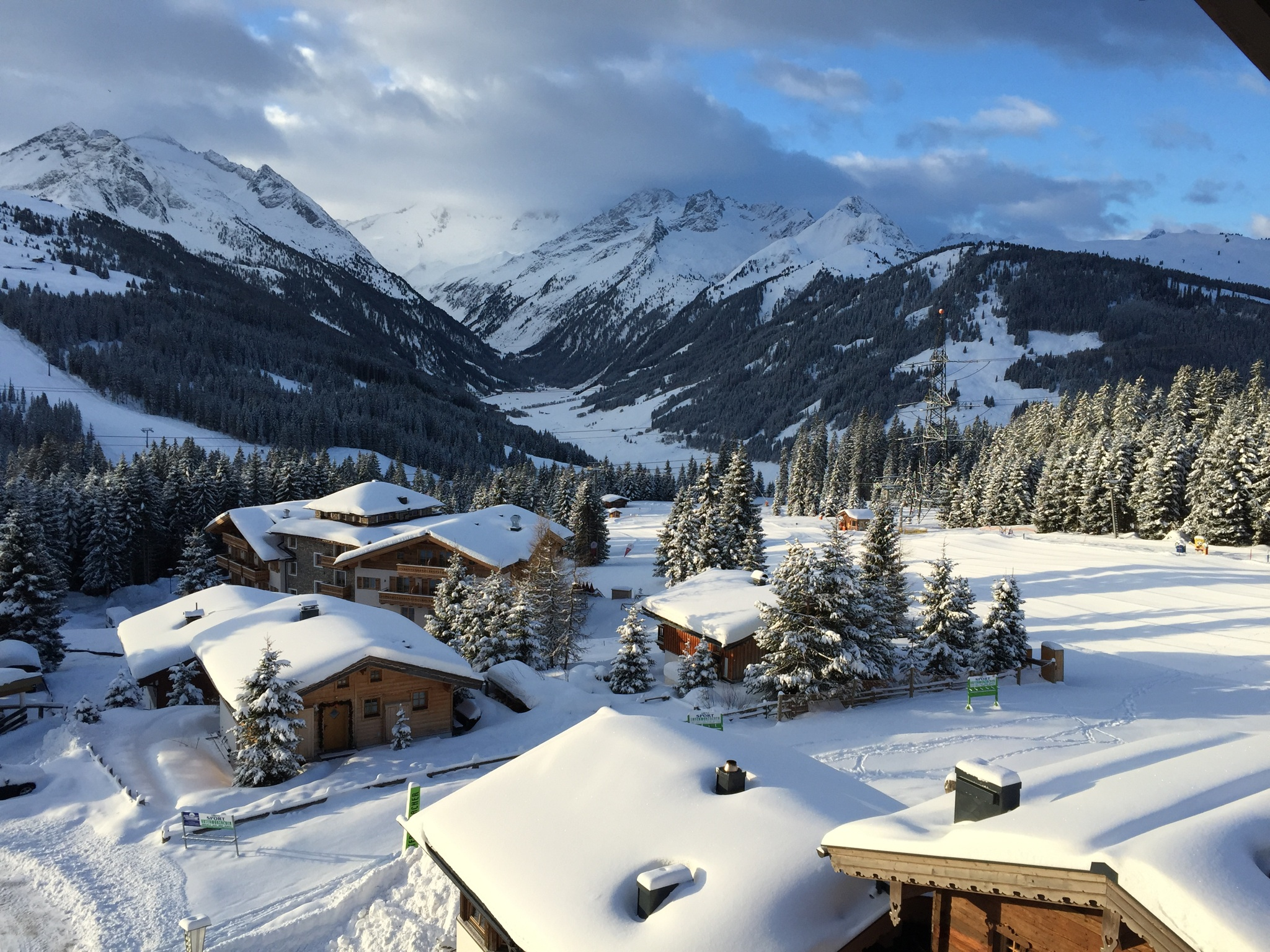
Ausblick von Königsleiten auf den verschneiten Stausee

## Kraftwerk Gerlosbach und Speicher Gmünd
Das Gefälle des Gerlosbaches beträgt im unteren Bereich ca. 600 Meter. Das Wasser wird in der Sperre Gmünd aufgestaut (direkt oberhalb liegt das kleine Laufkraftwerk Gmünd der TIWAG) und im Kraftwerk Gerlos bei Rohrberg 7 km unterhalb abgearbeitet. Das Kraftwerk wurde während des Zweiten Weltkriegs erbaut.

### Sperre Gmünd
Das Sperrwerk des Speichersees Gmünd ist 40 m hoch. Es ist die älteste Gewölbemauer Österreichs und wurde von 1943 bis 1945 errichtet. Das Stauziel liegt bei 1.191 m, bei einem Fassungsvermögen von 0,85 Mio m³. Die Triebwasserführung verläuft auf der rechten Seite des Gerlostales und ist insgesamt 7,6 km lang. Das Maschinenhaus des Kraftwerks Gerlos steht am Fuße des Rohrerberges im Zillertal. Die Maschinensätze bestehen aus 4 zweidüsigen Pelton-Turbinen mit Synchrongeneratoren deren Gesamtleistung 65 MW beträgt. Daneben ist das zweite Krafthaus mit einer modernen sechsdüsigen Peltonturbine und einer Gesamtleistung von rund 200 MW.